# Kamarang
Kamarang (auch Camarán) ist eine Gemeinde in Cuyuni-Mazaruni in Guyana. Der Ort liegt am Zusammenfluss von Kamarang und Mazaruni auf einer Höhe von 490 Metern. Kamarang hat eine Grundschule, ein Krankenhaus (2004 fertiggestellt) und einen Flugplatz.